# عصام شباک
عصام شباک (انگلیسی: Issam Chebake؛ زادهٔ ۱۲ اکتبر ۱۹۸۹) بازیکن فوتبال اهل مراکش است.
از باشگاه‌هایی که در آن بازی کرده‌است می‌توان به باشگاه فوتبال لو آور اشاره کرد.
وی همچنین در تیم ملی فوتبال مراکش بازی کرده‌است.